# Tommy Lucchese
Thomas Gaetano Lucchese (nacido como Gaetano Lucchese; pronunciación en italiano: /ɡaeˈtaːno lukˈkeːse/; 1 de diciembre de 1899 – 13 de julio de 1967), algunas veces conocido por el apodo de "Tommy", "Thomas Luckese", "Tommy Brown" o "Tommy Three-Finger Brown" fue un gánster ítalo-estadounidense y miembro fundador de la mafia en los Estados Unidos, un derivado de la Cosa nostra de Sicilia. Entre 1951 y 1967, fue el jefe de la familia criminal Lucchese, una de las Cinco Familias que dominan el crimen organizado en Nueva York. 

## Primeros años
Lucchese nació el 1 de diciembre de 1899, hijo de Baldassarre y Francesca Lucchese en Palermo, Sicilia. El apellido "Lucchese" sugiere que los orígenes de la familia proceden de la ciudad siciliana de Lucca Sicula. Tenía tres hermanos, Joseph, Vincent "Jimmy" y Anthony "Nino", que también le seguirían en el crimen organizado. A inicios de 1911, la familia Lucchese emigró a los Estados Unidos, estableciéndose en el barrio italiano de Manhattan de Harlem del Este. El padre de Lucchese trabajaba mezclando cemento. Lucchese a su vez trabajó en una fábrica hasta 1915 cuando un accidente industrial le amputó los dedos pulgar e índice de la mano derecha.
Lucchese se casaría con Catherine Lucchese y tendrían dos hijos, Frances y Baldesare. La familia vivió en el 104 Parsons Blvd en Malba, Queens antes de mudarse en 1950 a Lido Beach, Long Island.

## Pandilla de la calle 107
Luego de su accidente, Lucchese pasó más tiempo con sus amigos. Junto con Charlie "Lucky" Luciano, formó la llamada 107th Street gang. Los miembros de esta pandilla robaban billeteras, asaltaban tiendas y se involucraban en otros actos ilícitos. La pandilla operaba bajo la protección del jefe de la familia del Bronx y Harlem del Este Gaetano "Tom" Reina. Cuando tenía dieciocho años, Lucchese empezó una empresa de lavado de ventanas en Harlem del Este; cualquiera que rechazaba contratar sus servicios vería sus ventanas rotas.
En 1920, Lucchese fue arrestado en Riverhead, Long Island, bajo el cargo de robo de automóvil. Durante su fichaje, un oficial de policía comparó su mano deformada con la de Mordecai "Three Finger" Brown, un popular lanzador de las Grandes Ligas de Béisbol. El oficial lo apodó, entonces, "Three Finger Brown", un alias que siempre disgustó a Lucchese. En enero de 1921, Lucchese fue arrestado de nuevo por robo de automóvil y sentenciado el 27 de marzo de 1922 a tres años y nueve meses en prisión. Lucchese cumplió trece meses de su condena en Sing Sing antes de que fuera liberado bajo palabra. Sería la única condena de Lucchese.
Lucchese salió de prisión en 1923, tres años después de que se iniciara la Ley Seca. Sus antiguos amigos Charlie Luciano, Frank Costello, y Meyer Lansky se habían hecho socios del gángster judío Arnold "the Brain" Rothstein vendiendo alcohol de contrabando. Durante los años 1920, Lucchese se convirtió en un aliado fuerte de Luciano y se convirtió en un miembro principal de la familia criminal de Gaetano Reina. En agosto de 1927, Lucchese fue arrestado bajo el alias de "Thomas Arra" y acusado de receptación. El 18 de julio de 1928, Lucchese fue arrestado junto con su cuñado, Joseph Rosato, por el asesinato de Louis Cerasulo aunque los cargos fueron luego desestimados.

## Guerra de los Castellammarenses
A inicios de 1931, la Guerra de los Castellammarenses se inició entre Joe Masseria y Salvatore Maranzano. En un acuerdo secreto con Maranzano, Luciano aceptó planear la muerte de su jefe, Masseria, a cambio de recibir los garitos de Masseria y convertirse en el segundo al mando de Maranzano. El 15 de abril de 1931, Luciano llevó con engaños a Masseria a una reunión donde fue asesinado en un restaurante llamado Nuova Villa Tammaro en Coney Island. Mientras jugaban a las cartas tras la comida, Luciano supuestamente se excusó para ir al baño y dejar paso a los pistoleros, que se reportó que fueron Vito Genovese, Albert Anastasia, Joe Adonis, y Benjamin "Bugsy" Siegel; Ciro "The Artichoke King" Terranova condujo el automóvil en el que escaparon pero la leyenda dice que estaba tan nervioso para conducir y que tuvo que ser sustituido en el asiento del conductor por Siegel. Luciano tomó el control de la familia de Masseria, con Genovese como su subjefe.
En septiembre de 1931, Luciano y Genovese planearon el asesinato de Salvatore Maranzano luego de que Lucchese había avisado a Luciano de que él había sido marcado para ser asesinado, y prepararon un equipo para matar a Marazano antes. El 10 de septiembre de 1931, cuando Maranzano citó a Luciano, Genovese y Frank Costello a una reunión en su oficina, ellos sabían que los asesinaría entonces. En vez de ello, Luciano envió a la oficina de Maranzano cuatro gánsters judíos cuyas caras no eran conocidas a la gente de Maranzano. Eran compañados por Lansky y Siegel. Luciano luego creó la Comisión para servir como un cuerpo de gobierno del crimen organizado.

## Subjefe de Gagliano
Debido a las reformas de Luciano, los bajos fondos de Nueva York entraron en un largo periodo de paz. Luciano fue arrestado en 1936 bajo cargos de trata de personas y fue deportado en 1946. Tommy Gagliano mantendría su familia, antiguamente la familia Reina, durante momentos difíciles, siendo superado en la Comisión por la alianza de las familias Bonanno, Magaddino, Profaci y Mangano. 
De 1932 en adelante, Gagliano mantuvo un perfil bajo por lo que casi nada se sabe de él en esos años. Prefería dar sus órdenes a través de aliados cercanos, principalmente Lucchese, quien era su subjefe y la cara pública de la familia. En 1946, Lucchese asistió a la Conferencia de La Habana en Cuba como representante de Gagliano.
El 25 de enero de 1943, Lucchese se convirtió en un ciudadano estadounidense por naturalización en Newark, Nueva Jersey.
Lucchese formó una alianza con Louis Buchalter y juntos controlaron el Garment District.

## Jefe de la familia

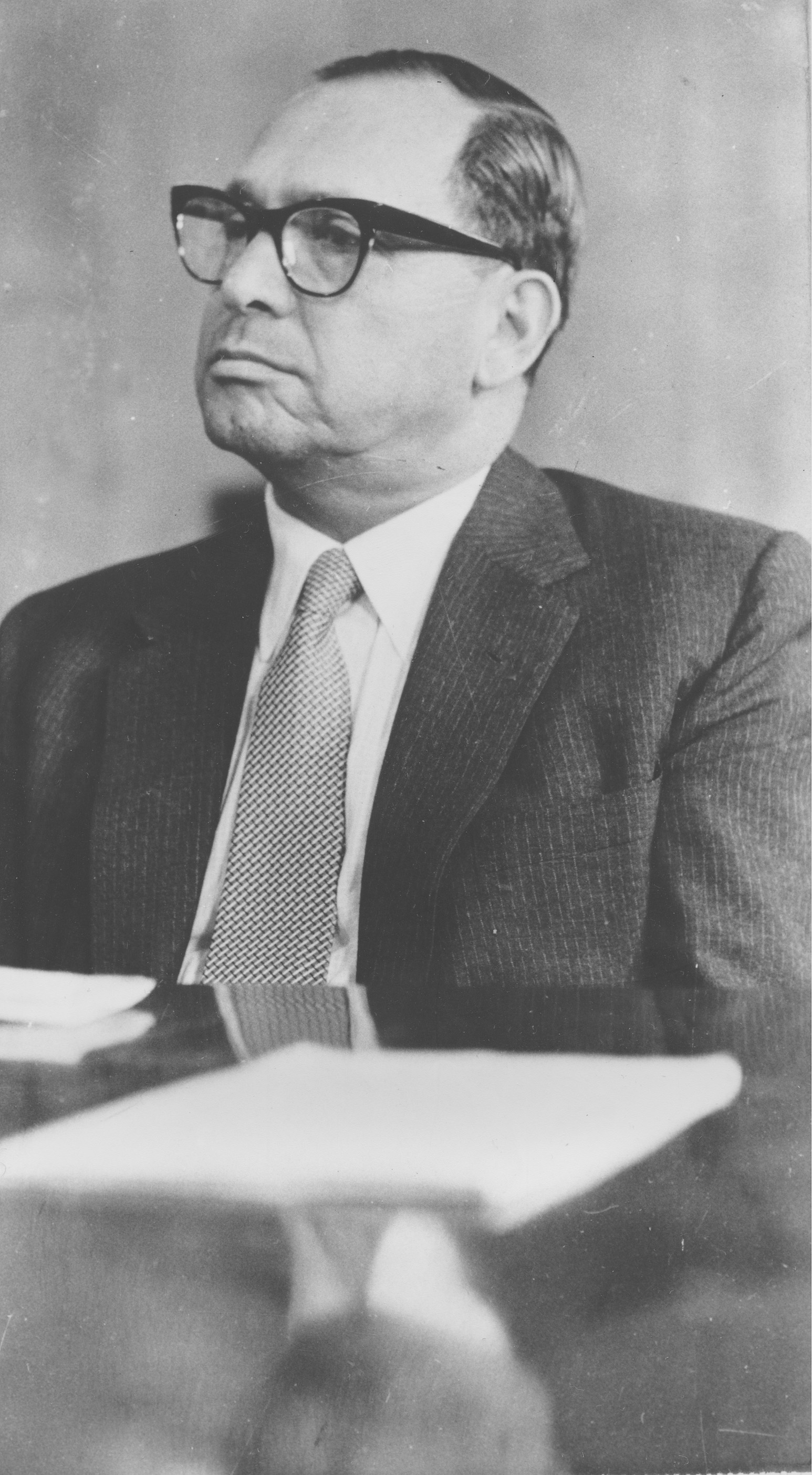
Tommy Lucchese, jefe de la Familia Lucchese en 1958.

En 1951, Gagliano murió de causas naturales. Como subjefe y jefe en funciones de facto por dos décadas, Lucchese fue el evidente sucesor y la familia rápidamente fue renombrada como la familia criminal Lucchese. Lucchese nombró a los mafiosos Stefano LaSalle como subjefe y Vincenzo Rao como consigliere. Ese mismo año, Lucchese formó una alianza con el subjefe de la familia criminal Luciano Vito Genovese y con el subjefe de la familia criminal Anastasia Carlo Gambino con el objetivo a largo plazo de ganar el control de la Comisión.
Lucchese se convirtió en uno de los jefes de la Cosa nostra más respetados de la era de posguerra. Mantuvo relaciones cercanas con políticos de Nueva York, incluyendo a los alcaldes William O'Dwyer y Vincent Impellitteri. Lucchese se concentró en los valores fundamentales de la Cosa nostra de ganar dinero, mantener un perfil bajo y evitar la investigación por parte de fiscales y agentes del orden. La familia Lucchese llegó a dominar el Garment District de Manhattan y la industria relacionada del transporte mediante la obtención del control de los principales sindicatos y las asociaciones de comercio.

## Alianza con Gambino y Genovese
El 17 de noviembre de 1952, el fiscal general de los Estados Unidos James P. McGranery inició los procedimientos de desnaturalización contra Lucchese. En su demanda, el gobierno alegó que Lucchese no reveló su historial de arrestos cuando aplicó para la ciudadanía en los años 1930.
En 1957, Lucchese y sus aliados decidieron atacar a los jefes de las familias criminales Luciano y Anastasia para ganar el control de la Comisión. El 3 de mayo de 1957, el sicario Vincent Gigante hirió al jefe callejero de Luciano Frank Costello. Asustado por el intento de asesinato, Costello se retiró pronto dejando a Genovese como jefe. El 25 de octubre de 1957, Albert Anastasia fue asesinado en la barbería de un hotel y Carlo Gambino se convirtió en el nuevo jefe de la familia.
En 1957, Genovese convocó a una reunión nacional de la mafia para legitimar su control de la familia Luciano. La reunión se llevó a cabo en la casa de campo del mafioso Joseph "Joe the Barber" Barbara en Apalachin, Nueva York. El 14 de noviembre de 1957, la policía estatal de Nueva York hizo una redada en la reunión y arrestó a 61 gánsteres huyendo. Lucchese aún no había llegado a Apalachin y así evitó su arresto. Sin embargo, su consigliere Vincenzo Rao, Gambino, Genovese y otros líderes mafiosos fueron detenidos. La humillación de Genovese motivó la nueva alianza entre Luciano, Costello, Lansky, Gambino y Lucchese para planear la posterior eliminación de Genovese. Dos años después, con la ayuda de la alianza, Genovese fue arrestado bajo cargos de tráfico de narcóticos. Genovese fue detenido y enviado a prisión donde murió en 1969. Con el respaldo de la alianza, Gambino ahora controlaba la Comisión.
El 8 de abril de 1958, la Corte Suprema de los Estados Unidos revocó la desnaturalización de 1952 de Lucchese basándose en un tema técnico legal. Sin embargo, al día siguiente, el fiscal general William P. Rogers inició un nuevo caso contra él.

## Lucchese y Gambino
En 1962, el hijo mayor de Carlo Gambino, Thomas Gambino, se casó con la hija de Lucchese, Frances. Mas de mil invitados asistieron a la boda en la que Carlo Gambino regaló a Lucchese un presente de $30,000. A su vez, Lucchese le dio a Gambino una parte de sus garitos en el Idlewild Airport (hoy llamado Aeropuerto John F. Kennedy). Lucchese ejerció el control sobre el manejo de la seguridad del aeropuerto y todos los sindicatos aéreos. Como grupo, Lucchese y Gambino controlaban el aeropuerto, la Comisión y la mayor parte del crimen organizado en Nueva York.

## Plan de la Comisión
En 1963, Joseph Magliocco y el jefe de la familia Bonanno Joseph Bonanno prepararon un audaz plan para asesinar al jefe de la Comisión Carlo Gambino, Lucchese, y a Stefano Magaddino, así como a Frank DeSimone, y así tomar control de la Comisión. Joseph Magliocco dio el encargo del asesinato a Joseph Colombo. Colombo o bien temía por su vida o adivinó que estaba ante una oportunidad para prosperar y, al contrario reportó el plan a la Comisión. La Comisión, dándose cuenta de que la mente maestra detrás del plan había sido Bonanno, ordenó tanto a Maglioco y a Bonanno que se explicaran. Bonanno huyó y se escondió en Montreal, pero un asustado Magliocco confesó todo. Fue multado con $50,000 y forzado al retiro.

## Muerte y entierro

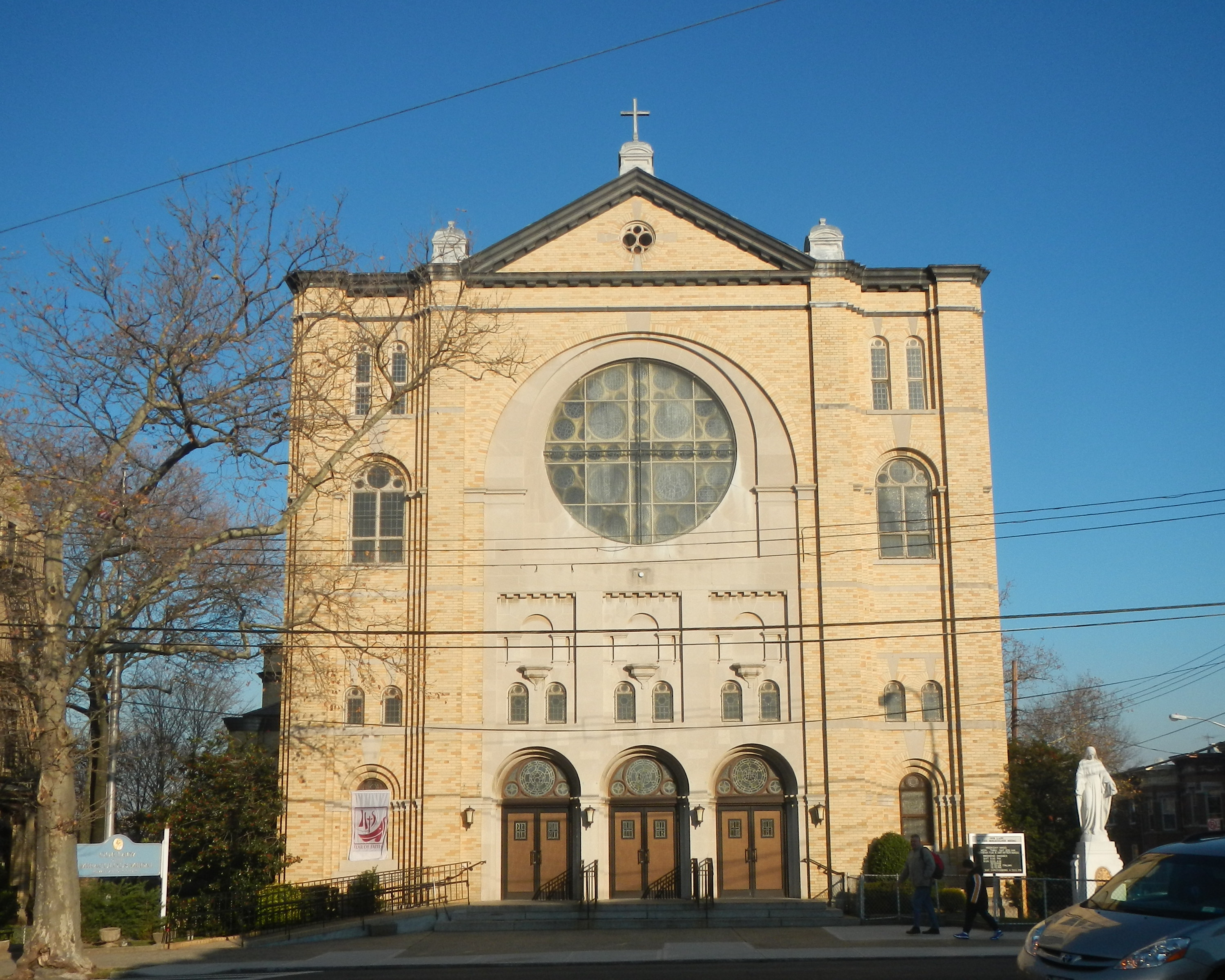
Nuestra señora de la medalla milagrosa.

El 13 de julio de 1967, Lucchese murió de un tumor cerebral en su casa en Lido Beach, Long Island. El servicio funerario se realizó en la iglesia de Nuestra señora de la medalla milagrosa en Point Lookout, Nueva York. Lucchese está enterrado en el Calvary Cemetery en Queens. Mas de mil personas, incluyendo políticos, jueces, policías, mafiosos y criminales diversos asistieron a la ceremonia fúnebre. Policías encubiertos fotografiaron a los asistentes. Al momento de su muerte, no había pasado un solo día de cárcel en 44 años.
La primera elección de Lucchese para su sucesor había sido Antonio "Tony Ducks" Corallo, pero Corallo estaba en prisión cuando Lucchese murió. La segunda elección Ettore Coco, también tenía problemas legales y cumplió un pequeño tiempo como jefe. Otro posible candidato era su consigliere Vincenzo Rao, pero él también estaba enfrentando acusaciones criminales. La Comisión finalmente seleccionó al capo Carmine Tramunti como temporal jefe en funciones hasta que Corallo saliera de prisión.

## En la cultura popular
- En la miniserie de televisión The Gangster Chronicles, Lucchese es interpretado por Jon Polito[33]
- En Gangster Wars (1981), Lucchese es interpretado poro Jon Polito[34]
- Es interpretado por Michael Rispoli en la serie de televisión del 2022 The Offer.